# Henry Zebrowski

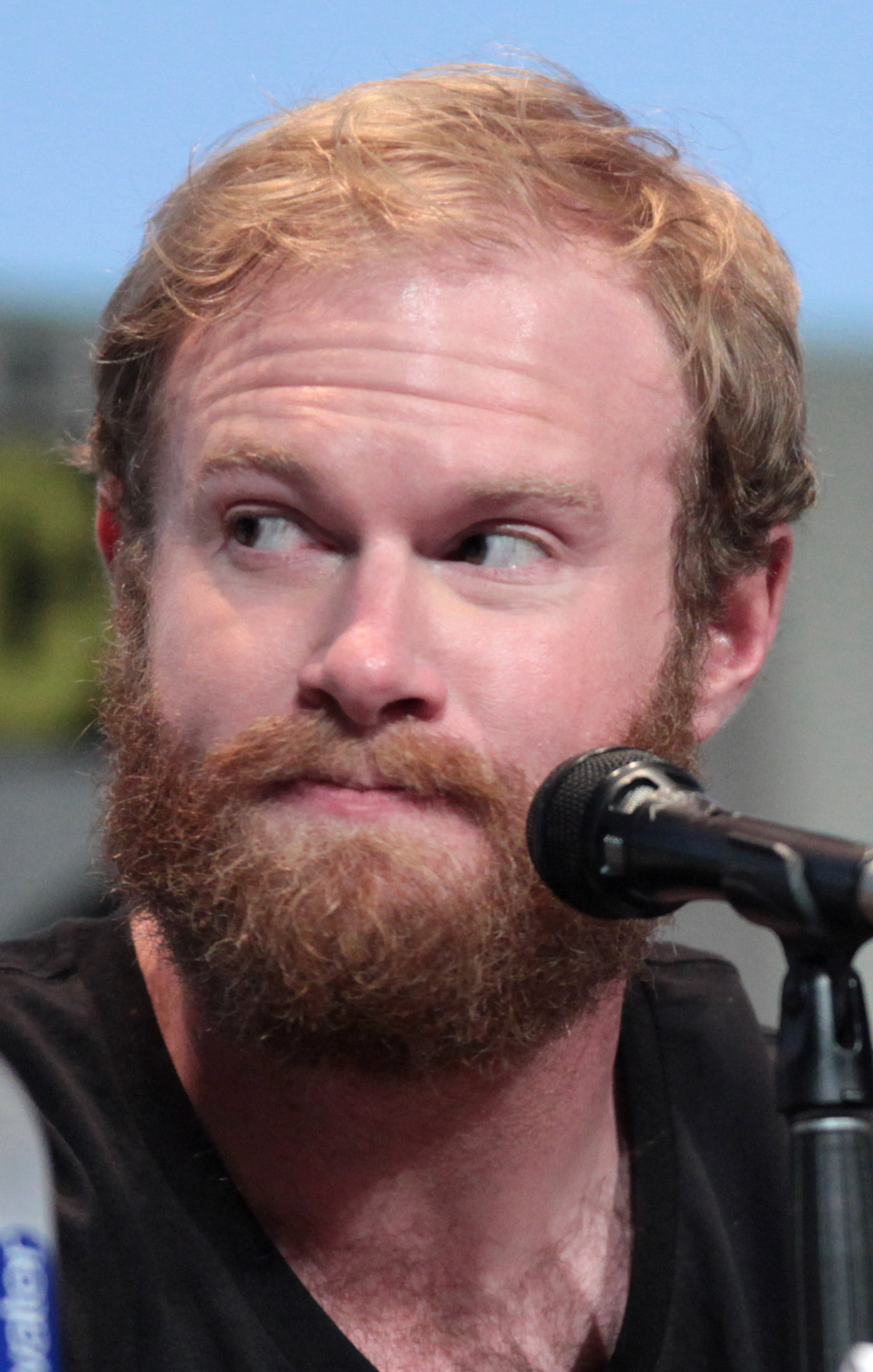
Henry Zebrowski (2015)

Henry Zebrowski (* 1. Mai 1984) ist ein US-amerikanischer Schauspieler und Comedian.

## Leben
Henry Zebrowski studierte an der Florida State University in Tallahassee. Während des Studiums begann er mit Auftritten als Comedian, zunächst als Teil der Gruppe Oncoming Traffic, später bei Girls Aren’t Funny. Diese Gruppe benannte sich später in Murderfist um und erhielt dann eine wöchentliche Show in einer Schwulenbar in Tallahassee.
2006 zog er nach New York City und trat dort weiter als Comedian auf. Ab 2009 folgten kleinere Auftritte in Fernsehshows und Gastauftritte in Fernsehserien wie Law & Order: Special Victims Unit und Blue Bloods – Crime Scene New York. 2010 war er im Drama White Irish Drinkers zu sehen.
Einem größeren Publikum wurde er 2013 in Martin Scorseses The Wolf of Wall Street in der Rolle des Alden Kupferberg bekannt.

## Filmografie (Auswahl)
- 2009: Michael & Michael Have Issues (Fernsehserie, 5 Episoden)
- 2010: Law & Order: Special Victims Unit (Fernsehserie, 1 Episode)
- 2010: Blue Bloods – Crime Scene New York (Blue Bloods, Fernsehserie, 1 Episode)
- 2010: White Irish Drinkers
- 2010: Beach Lane (Fernsehfilm)
- 2011: Eden (Fernsehserie, 1 Episode)
- 2012: Girls (Fernsehserie, 1 Episode)
- 2013: Awful Nice
- 2013–2019: Your Pretty Face Is Going to Hell (Fernsehserie, 42 Episoden)
- 2013: Royal Pains (Fernsehserie, 1 Episode)
- 2013: Aqua Teen Hunger Force (Fernsehserie, 1 Episode)
- 2013: Best Week Ever (Fernsehserie, 1 Episode)
- 2013: Gods Behaving Badly
- 2013: High Maintenance (Webserie, 1 Episode)
- 2013: The Wolf of Wall Street
- 2014–2015: A to Z (Fernsehserie, 13 Episoden)
- 2015: The D Train
- 2015–2016: Heroes Reborn (Fernsehserie, 13 Episoden)
- 2016: Dirty Grandpa
- 2017: Return to Return to Nuke 'Em High Aka Vol. 2
- 2017: Crypta! (Fernsehfilm)
- 2017: Elementary (Fernsehserie, 1 Episode)
- 2017: Cut Shoot Kill
- 2017–2018: Crashing (Fernsehserie, 5 Episoden)
- 2018: Trollville (Fernsehserie, 5 Episoden)
- 2019: After Midnight – Die Liebe ist ein Monster (After Midnight)
- 2021: A Comedy of Horrors, Volume 1
- 2021: Washingtonia (Sprechrolle)